# Petra Jorissen
Petronella Johanna Maria (Petra) Jorissen (Eersel, 26 juli 1950 – Amsterdam, 30 januari 2023) was een Nederlands publiciste, met name op het gebied van lichamelijke handicaps.
Ze streed vanaf haar geboorte met dwarslaesie voor gelijke behandeling van gehandicapten. Het was een gevolg van haar jeugd waarin ze tegen de gangbare behandeling (“Laat haar maar dood gaan”) en opinies (“ongelukkige kinderen). Ze moest in het jonge jaren vaak naar het RK Binnengasthuis in Eindhoven. Na de Gustaaf Christ Mytylschool toch de middelbare school (eerst Mulo, daarna Havo) in Eindhoven wist af te ronden. Haar van oorsprong katholicisme liet ze los. Ze studeerde vervolgens aan de Sociale academie en studeerde Nederlands (Nederlands MO-A). In de jaren 1980-1989 trok ze van Noord-Brabant naar Amsterdam. Ze ging als beleidsmedewerker werken bij de "Stichting Gehandicapten Overleg Amsterdam". In 1988 speelde mee in een amateuruitvoering door uitsluitend gehandicapten in het Amsterdamse Pontanustheater van Burgermansbruiloft van Bertolt Brecht.
Met haar rolstoel trok ze de gehele wereld rond, veelal stuitend op praktische problemen, maar ook oplossingen. Er kwamen van haar publicaties over gehandicapte kunstenaars en gehandicapten Afrikanen. De behandeling van haar ziekte in een revalidatiecentrum in Amsterdam leidde in 2020 tot haar boek Erg, hè? Uit het leven van een rolmodel, een zogenaamde autofictie over de gehandicapte Julia.
Ze bestreed jarenlang ongelijke behandeling van gehandicapten, bijvoorbeeld de prijstoeslag bij theaterbezoek. Ze wees ook op drempels, die figuurlijk dan wel fysiek voor gehandicapten, een ongelijke behandeling mogelijk maken. In haar latere jaren publiceerde ze via Argus en Wijrollen.nl. Ze legde haar leven vast zoals ze omschreef: "het leven op kruishoogte".
Ze was liefhebster van dansen en deed dan ook wel in bijvoorbeeld zalen als Paradiso.
Ze overleed op 30 januari 2023 aan een longontsteking. Ze werd gecremeerd op De Nieuwe Ooster.     
- International Standard Name Identifier: 0000 0003 9502 1770
- Nederlandse Thesaurus van Auteursnamen: 12373746X
- Virtual International Authority File: 289677304
- WorldCat: E39PCjHdTCRKPqmPG63vGfdHwd